# Liste des titres musicaux numéro un aux États-Unis en 2001
Cette page liste les titres musicaux ayant le plus de succès au cours de l'année 2001 aux États-Unis d'après le magazine Billboard.

## Historique
| Date          | Artiste(s)                               | Titre                    | Référence |
| ------------- | ---------------------------------------- | ------------------------ | --------- |
| 6 janvier     | Destiny's Child                          | Independent Women Part I |           |
| 13 janvier    | Destiny's Child                          | Independent Women Part I |           |
| 20 janvier    | Destiny's Child                          | Independent Women Part I |           |
| 27 janvier    | Destiny's Child                          | Independent Women Part I |           |
| 3 février     | Shaggy featuring Ricardo RikRok Ducent   | It Wasn't Me             |           |
| 10 février    | Shaggy featuring Ricardo RikRok Ducent   | It Wasn't Me             |           |
| 17 février    | OutKast                                  | Ms. Jackson              |           |
| 24 février    | Joe featuring Mystikal                   | Stutter                  |           |
| 3 mars        | Joe featuring Mystikal                   | Stutter                  |           |
| 10 mars       | Joe featuring Mystikal                   | Stutter                  |           |
| 17 mars       | Joe featuring Mystikal                   | Stutter                  |           |
| 24 mars       | Crazy Town                               | Butterfly                |           |
| 31 mars       | Shaggy featuring Rayvon                  | Angel                    |           |
| 7 avril       | Crazy Town                               | Butterfly                |           |
| 14 avril      | Janet Jackson                            | All for You              |           |
| 21 avril      | Janet Jackson                            | All for You              |           |
| 28 avril      | Janet Jackson                            | All for You              |           |
| 5 mai         | Janet Jackson                            | All for You              |           |
| 12 mai        | Janet Jackson                            | All for You              |           |
| 19 mai        | Janet Jackson                            | All for You              |           |
| 26 mai        | Janet Jackson                            | All for You              |           |
| 2 juin        | Christina Aguilera, Lil' Kim, Mya & Pink | Lady Marmalade           |           |
| 9 juin        | Christina Aguilera, Lil' Kim, Mya & Pink | Lady Marmalade           |           |
| 16 juin       | Christina Aguilera, Lil' Kim, Mya & Pink | Lady Marmalade           |           |
| 23 juin       | Christina Aguilera, Lil' Kim, Mya & Pink | Lady Marmalade           |           |
| 30 juin       | Christina Aguilera, Lil' Kim, Mya & Pink | Lady Marmalade           |           |
| 7 juillet     | Usher                                    | U Remind Me              |           |
| 14 juillet    | Usher                                    | U Remind Me              |           |
| 21 juillet    | Usher                                    | U Remind Me              |           |
| 28 juillet    | Usher                                    | U Remind Me              |           |
| 4 août        | Destiny's Child                          | Bootylicious             |           |
| 11 août       | Destiny's Child                          | Bootylicious             |           |
| 18 août       | Alicia Keys                              | Fallin'                  |           |
| 25 août       | Alicia Keys                              | Fallin'                  |           |
| 1er septembre | Alicia Keys                              | Fallin'                  |           |
| 8 septembre   | Jennifer Lopez featuring Ja Rule         | I'm Real                 |           |
| 15 septembre  | Jennifer Lopez featuring Ja Rule         | I'm Real                 |           |
| 22 septembre  | Jennifer Lopez featuring Ja Rule         | I'm Real                 |           |
| 29 septembre  | Alicia Keys                              | Fallin'                  |           |
| 6 octobre     | Alicia Keys                              | Fallin'                  |           |
| 13 octobre    | Alicia Keys                              | Fallin'                  |           |
| 20 octobre    | Jennifer Lopez featuring Ja Rule         | I'm Real                 |           |
| 27 octobre    | Jennifer Lopez featuring Ja Rule         | I'm Real                 |           |
| 3 novembre    | Mary J. Blige                            | Family Affair            |           |
| 10 novembre   | Mary J. Blige                            | Family Affair            |           |
| 17 novembre   | Mary J. Blige                            | Family Affair            |           |
| 24 novembre   | Mary J. Blige                            | Family Affair            |           |
| 1er décembre  | Mary J. Blige                            | Family Affair            |           |
| 8 décembre    | Mary J. Blige                            | Family Affair            |           |
| 15 décembre   | Usher                                    | U Got It Bad             |           |
| 22 décembre   | Nickelback                               | How You Remind Me        |           |
| 29 décembre   | Nickelback                               | How You Remind Me        |           |